# Nocebo
Nocebo (łac. „będę szkodzić”) – niepożądane objawy przyjmowania placebo. Dolegliwości te (na przykład nudności, wymioty, ból głowy, senność, bezsenność, drętwienie, świąd, tachykardia, biegunka, wysypka, obrzęk) są najczęściej wywołane przez negatywne nastawienie pacjenta do terapii lub reakcją np. na nieakceptowany przez niego wygląd leku. Po raz pierwszy terminu reakcja nocebo użył Walter Kennedy w 1961 roku. Niektórzy badacze uważają, że śmierć w wyniku magii voodoo może być takim przypadkiem.
Efekt nocebo jest również odwrotnością placebo – jak przekonanie o pozytywnym działaniu specyfiku może pomóc, tak sceptyczne nastawienie może powodować lub nasilać objawy chorobowe. Doktor Arthur Barsky udowodnił, że w 97% przypadków objawy alergii na penicylinę były w rzeczywistości reakcją nocebo. Na efekt ten bardziej narażone są osoby ze skłonnością do depresji, lęków i hipochondrii oraz podatne na wpływ negatywnych sugestii.